# Panaxia teberdina
Panaxia teberdina là một loài bướm đêm thuộc phân họ Arctiinae, họ Erebidae.